# پزشک بیمه سلامت

آگهی تبلیغاتی فیلم در ایران، در یکی از جراید کثیر الانتشار.

پزشکِ بیمهٔ سلامت (ایتالیایی: Il medico della mutua) یا مریض باش… مجانیه (انگلیسی: Be Sick... It's Free) یک فیلم کمدی ایتالیایی به کارگردانی لوئیجی زامپا است که در سال ۱۹۶۸ منتشر شد.
وزارت میراث فرهنگی ایتالیا در سال ۲۰۰۸، این فیلم را در فهرست «۱۰۰ فیلم ایتالیایی که باید حفظ شوند» قرار گرفت، فهرستی از ۱۰۰ فیلم که «حافظه جمعی کشور ایتالیا را بین سال‌های ۱۹۴۲ و ۱۹۷۸ تغییر داده‌اند».
این فیلم پیش از انقلاب در ایران به نام دکترجون بدادم برس دوبله و در سینماها اکران شد.

## گزیدهٔ بازیگران
- آلبرتو سوردی
- ایدا گالی
- بیچه والوری
- سارا فرانکتی
- ناندا پریماورا
- پاتریتسیا د کلارا
- لئوپولدو تریئسته
- آدریانا جوفره
- پوپلا ماجو
- کلودیو گورا
- فرانکو اسکاندورا
- ساندرو مِـرلی
- ساندرو دری
- چزاره جِلی
- فرانکو آبینا
- جانفرانکو بارا
- گاستونه پسکوچی
- تانو چیمارزا
- ماسیمو فوسکی
- جیمی ایل فنومنو
- انیو آنتونلی
- ماریسا تراورسی